# Marianne Elstad Olsen
Marianne Elstad Olsen (Künstlername: Ann Tayler; * 23. April 1967 auf den Lofoten) ist eine norwegische Sängerin. Sie wuchs in Stavern auf und lebt in Larvik.

## Leben und Wirken
Olsen wurde von Arne Bendiksen im Jahr 1984 entdeckt und veröffentlichte die Promotion-Single „Jeg gir meg aldri“ / „Fuel To The Flame“ (AB Records AB 007) in diesem Jahr. Im Jahr 1995 erreichte sie den 10. Platz im norwegischen Finale des Eurovision Song Contest mit dem Lied „Kan ikke du?“ („Kannst du nicht?“). Im Jahr 1997 errang Olsen den 5. Platz in der norwegischen Finale des Eurovision Song Contest 1997 mit dem Lied „Min egen Superstar“ („Mein eigener Superstar“).
Einen höheren Bekanntheitsgrad erreichte Olsen durch ihren Auftritt in der ersten Staffel der Reality-TV-Sendung Farmen (Die Farm) beim norwegischen Sender TV 2 im Jahr 2001. Im selben Jahr veröffentlichte sie das Album Come on, wo sie sich als Vertreterin eines eingängigen und schnellen Country-Pop präsentierte. Ihre Musik verweist deutlich auf amerikanische Künstler wie Shania Twain und die Dixie Chicks. Von der Presse fast unbemerkt erhielt diese Platte mit insgesamt 22 000 verkauften Exemplaren Gold.
Olsens Folgealbum war Home to Louisiana im Jahr 2003 und im Dezember des gleichen Jahres veröffentlichte sie On the Road Again, ihr erstes Album in einer Serie, in der Olsen bekannte Country-Songs interpretiert. 2004 sang sie ein Duett mit Rune Rudberg auf seinem Album Gone Country. Sie schreibt einen Großteil ihrer Musik selbst und hat auch Lieder für andere Künstler wie Lasse Stefanz, Bo Göran Svenson, Rune Rudberg und The Boots Band geschrieben.
Im September 2008 veröffentlichte sie ihr viertes Album, Let Your Momma Go, auf dem sie 12 von den insgesamt 13 Songs selbst geschrieben hat. Es wurde in den OmniSound Studios in Nashville aufgenommen.

## Diskografie (Auswahl)
- 2002: Come On (Piraya Music)
- 2003: Home to Louisiana (Piraya Music)
- 2003: On the Road Again - Country Classics 1 (Piraya Music)
- 2008: Let Your Momma Go (Piraya Music)